# Argyranthemum tenerifae
Argyranthemum tenerifae es una especie de planta herbácea perteneciente a la familia de las asteráceas, originaria de las Islas Canarias. 

## Descripción

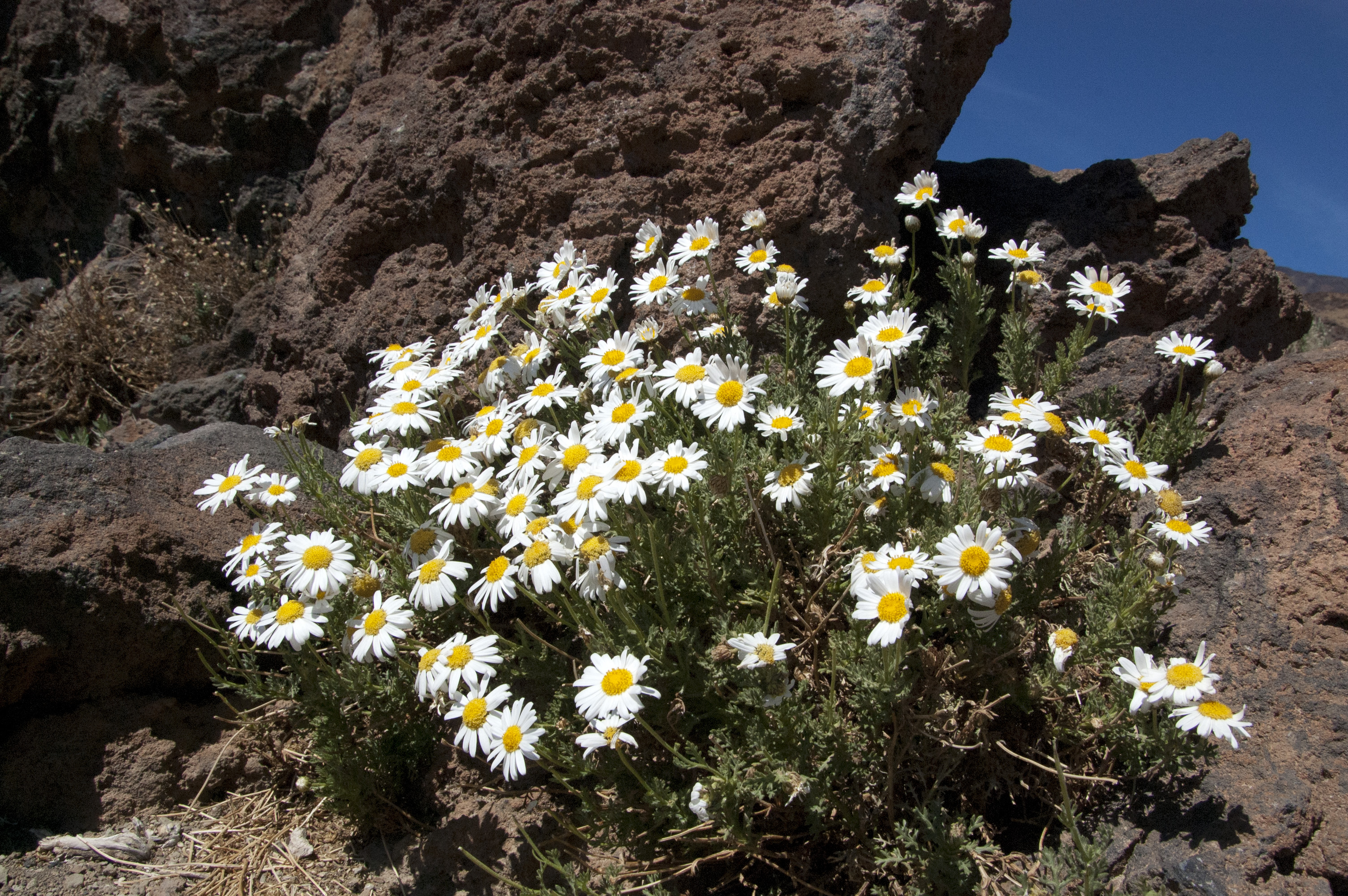

Argyranthemum tenerifae  es un endemismo de las zonas más elevadas de la  isla de Tenerife. Se trata de un arbusto de hasta medio metro de altura y con forma más o menos globosa, que posee  hojas uni o bipinnatisectas e híspidas, con lóbulos foliares planos. Los capítulos se presentan en inflorescencias corimbosas de unos doce capítulos.

## Taxonomía
Argyranthemum tenerifae fue descrito por   Christopher John Humphries y publicado en Bull. Brit. Mus. (Nat. Hist.), Bot.  5(4): 200. 1976
Etimología
Argyranthemum: nombre genérico que procede del griego argyros, que significa "plateado" y anthemon, que significa "planta de flor", aludiendo a sus flores radiantes pálidas.
tenerifae: epíteto geográfico que alude a la isla de Tenerife, en la que vive de forma exclusiva esta especie.